# Шняковка
Шняковка (укр. Шняківка) — село в Нежинском районе Черниговской области Украины. Население 435 человек. Занимает площадь 1,403 км².
Код КОАТУУ: 7423389901. Почтовый индекс: 16675. Телефонный код: +380 4631.

## Власть
Орган местного самоуправления — Шняковский сельский совет. Почтовый адрес: Почтовый адрес: 16675, Черниговская обл., Нежинский р-н, с. Шняковка, ул. Пролетарская, 2.

## История
В XIX веке село Шняковка было в составе Галицкой волости Нежинского уезда Черниговской губернии. В селе была Введенская церковь.